# گسترش بی‌رویه شهر

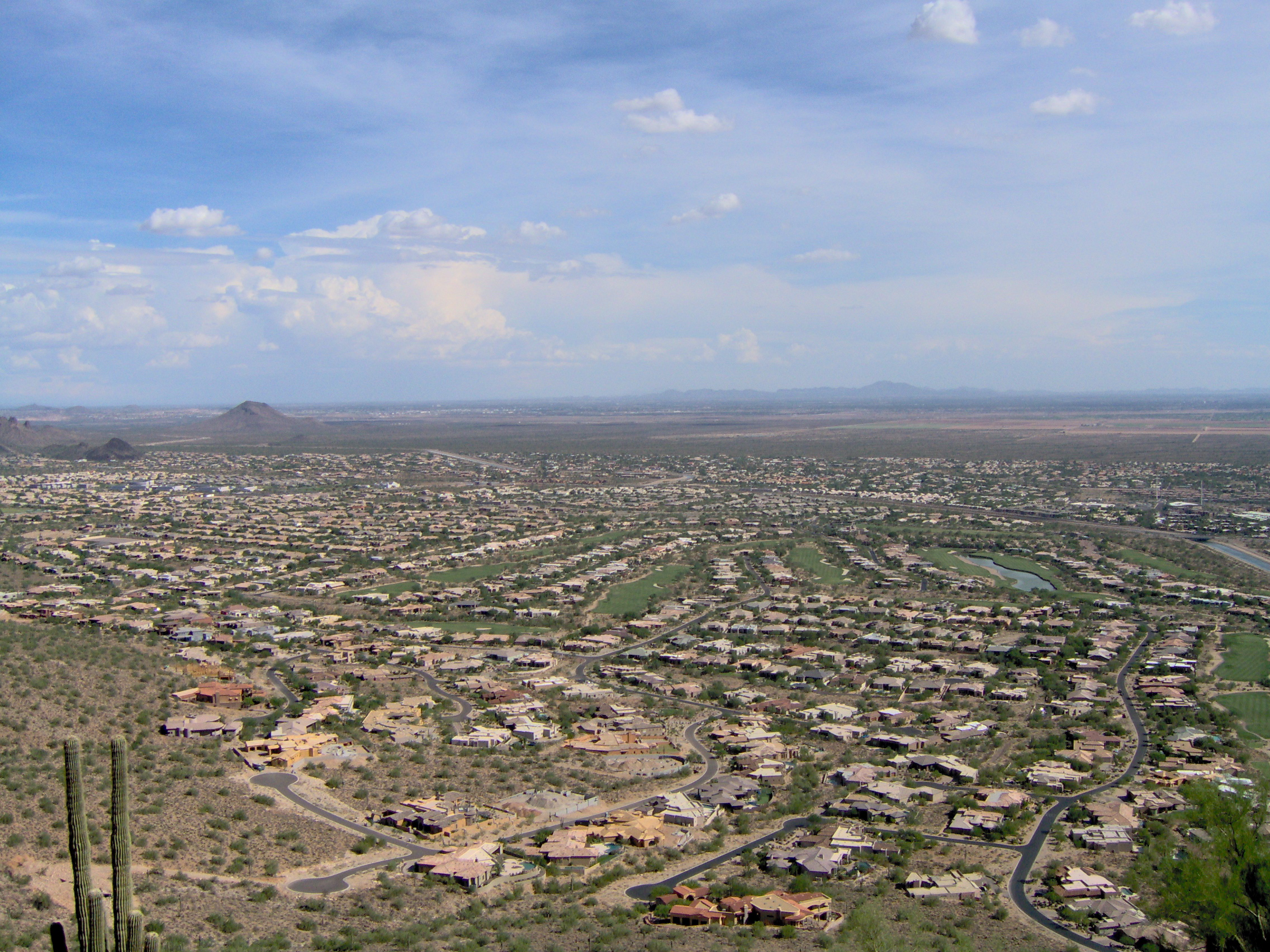
توسعه شهری کلان‌شهر فینیکس.

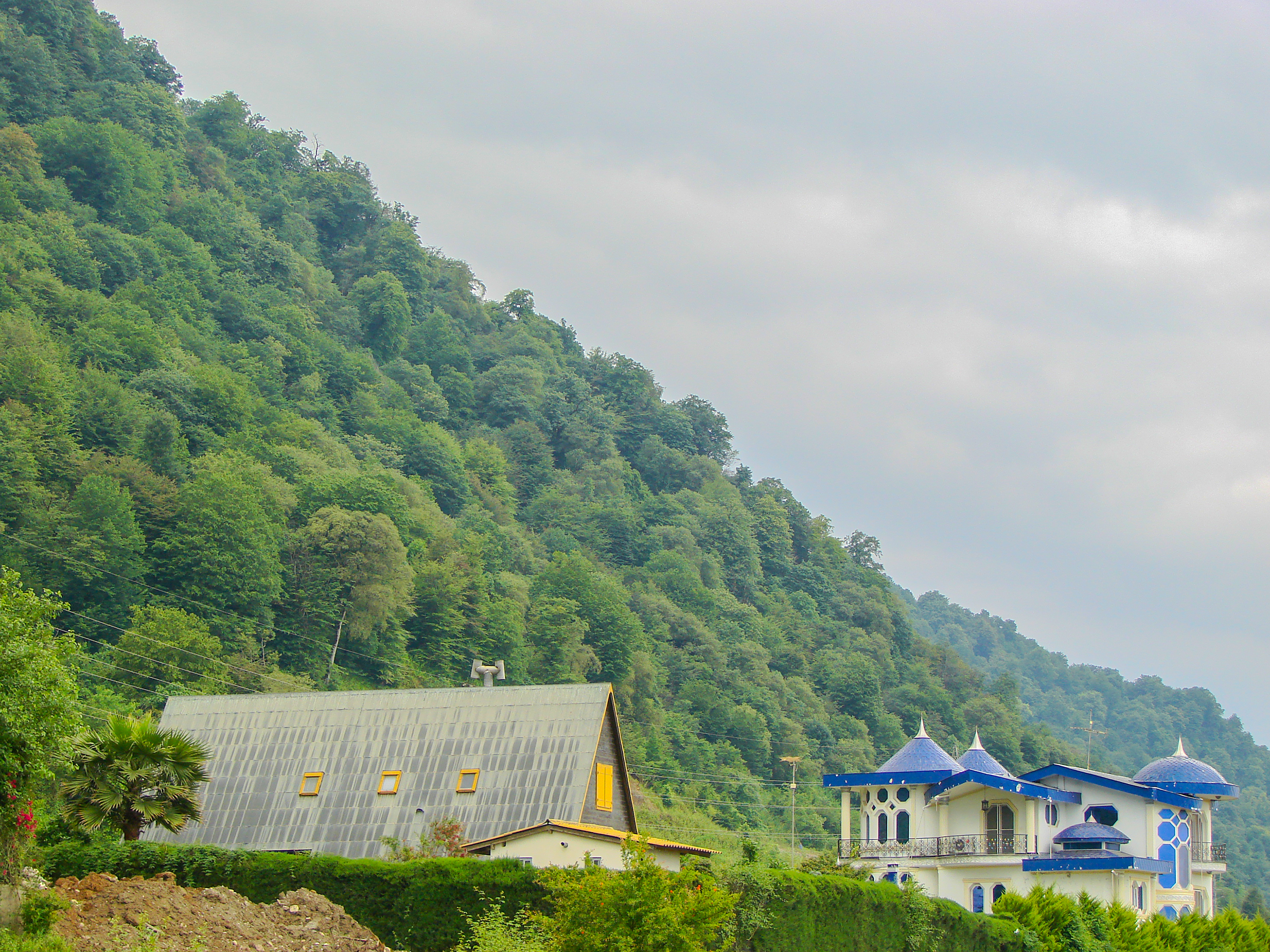
توسعه بی رویه ویلا و خانه های مسکونی در دل جنگل‌های شمال ایران واقع در حاشیه شهرک نمک آبرود استان مازندران

گسترش بی‌رویه شهری یا گسترش حومه شهر و نیز گسترده‌نشینی شهری به رشد سریع مناطق مسکونی، تجاری و ارتباطی شهرها بدون توجه کافی به طراحی شهری اشاره دارد. علاوه بر توصیف یک شکل خاص از شهرنشینی، این اصطلاح همچنین به عواقب اجتماعی و محیطی مرتبط با این توسعه مرتبط است.
اختلاف نظر گسترده در مورد آنچه که پراکندگی شهری نامیده می‌شود و چگونگی اندازه‌گیری آن وجود دارد. به عنوان مثال، برخی از مفسران، گسترش شهری را تنها با میانگین تعداد واحدهای مسکونی در هر هکتار در یک منطقه معین اندازه‌گیری می‌کنند. اما دیگران آن را مرتبط با عدم تمرکز (گسترش جمعیت بدون یک مرکز به خوبی تعریف شده)، انقطاع (گره گره حرکت کردن توسعه، به عنوان تعریف زیر)، تبعیض نژادی و مانند آن به کار می‌برند.
اصطلاح «گسترش بی‌رویه شهری» به شدت سیاسی است و تقریباً همیشه متضمن مفاهیم منفی است. این موضوع به علت تخریب محیط زیست، تشدید جداسازی و تضعیف محیط زیست مناطق شهری و حمله به زمینه‌های زیبا شناخته شده‌است. این اصطلاح در مدیریت رشد شهر کاربرد دارد.

## تعریف
تعاریف گسترش بی رویه (sprawl) متفاوت است؛ محققان در این زمینه تصدیق می‌کنند که اصطلاح دقت ندارد. بتی و همکاران گسترش بی رویه به عنوان «رشد ناگسستنی: گسترش جامعه بدون توجه به پیامدهای آن، به طور خلاصه، برنامه ریزی نشده، افزایش رشد شهری که اغلب غیر قابل تحمل است» تعریف می‌کنند. باتات و همکاران در سال ۲۰۱۰ نوشتند که علی‌رغم اختلاف بر سر تعریف دقیق گسترش بی‌رویه، «توافق عمومی وجود دارد که گسترش شهرها با الگوی رشد ناخواسته و ناهموار ایجاد شده توسط بسیاری از فرایندها و منجر به استفاده از منابع ناکارآمد» مشخص می‌شود.

## مشخصات
علیرغم فقدان آشکار توافق شده در مورد توصیف آنچه که گسترش بی رویه را تعریف می‌کند اغلب تعاریف اغلب ویژگی‌های زیر را با sprawl مرتبط می‌کند.

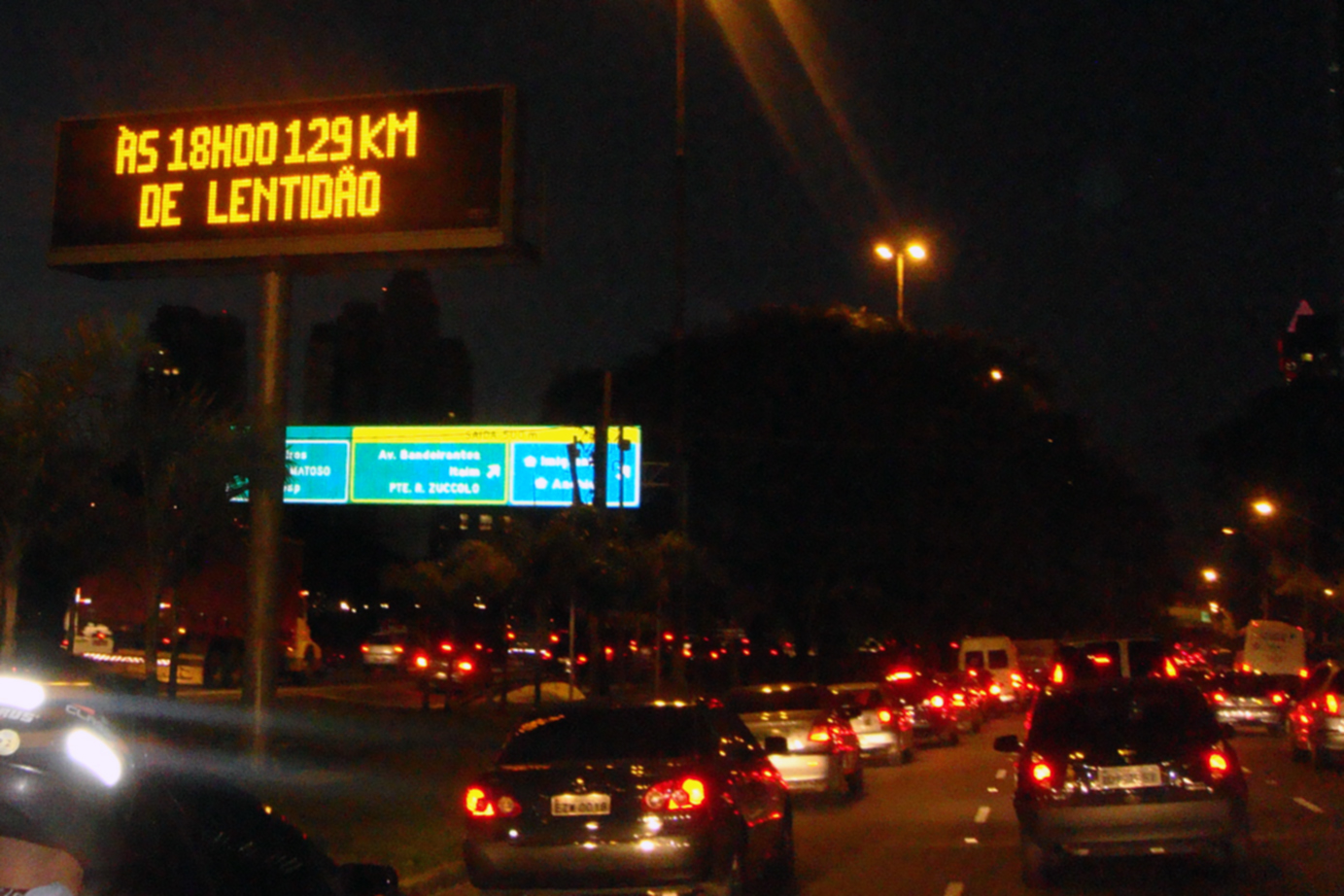
تراکم ترافیک در سائو پائولو، برزیل که طبق مجله تایم، دارای بدترین ترافیک جهان است.

### توسعه موردی
این حالت به وضعیتی گفته می‌شود که در آن مناطق تجاری، مسکونی، اداری و صنعتی از یکدیگر جدا شده‌اند. در نتیجه، قسمت‌های بزرگی از زمین برای یک استفاده خاص اختصاص داده می‌شوند و از طریق یک فضای باز، زیرساخت‌ها یا دیگر موانع جدا می‌شوند. در نتیجه، مکان‌هایی که مردم زندگی می‌کنند، کار، خرید و بازسازی آن‌ها را دور از هم می‌کنند، معمولاً تا آنجا که پیاده‌روی، استفاده از حمل و نقل و دوچرخه‌سواری غیر عملی است، بنابراین همه این فعالیت‌ها عموماً به ماشین نیاز دارند. میزان استفاده از زمین برای اهداف مختلف می‌تواند شاخصی برای گسترش بی رویه باشد.

### انحراف شغلی و عدم هماهنگی فضایی
گسترش مشاغل یکی دیگر از نشانه‌های گسترش بی رویه شهری و جوامع وابسته به ماشین است. بیشتر مشاغل در یک منطقه شهری مشخص در خارج از منطقه اصلی تجاری شهر (CBD) و به‌طور فزاینده در حومه قرار دارند.

### وابستگی به خودرو

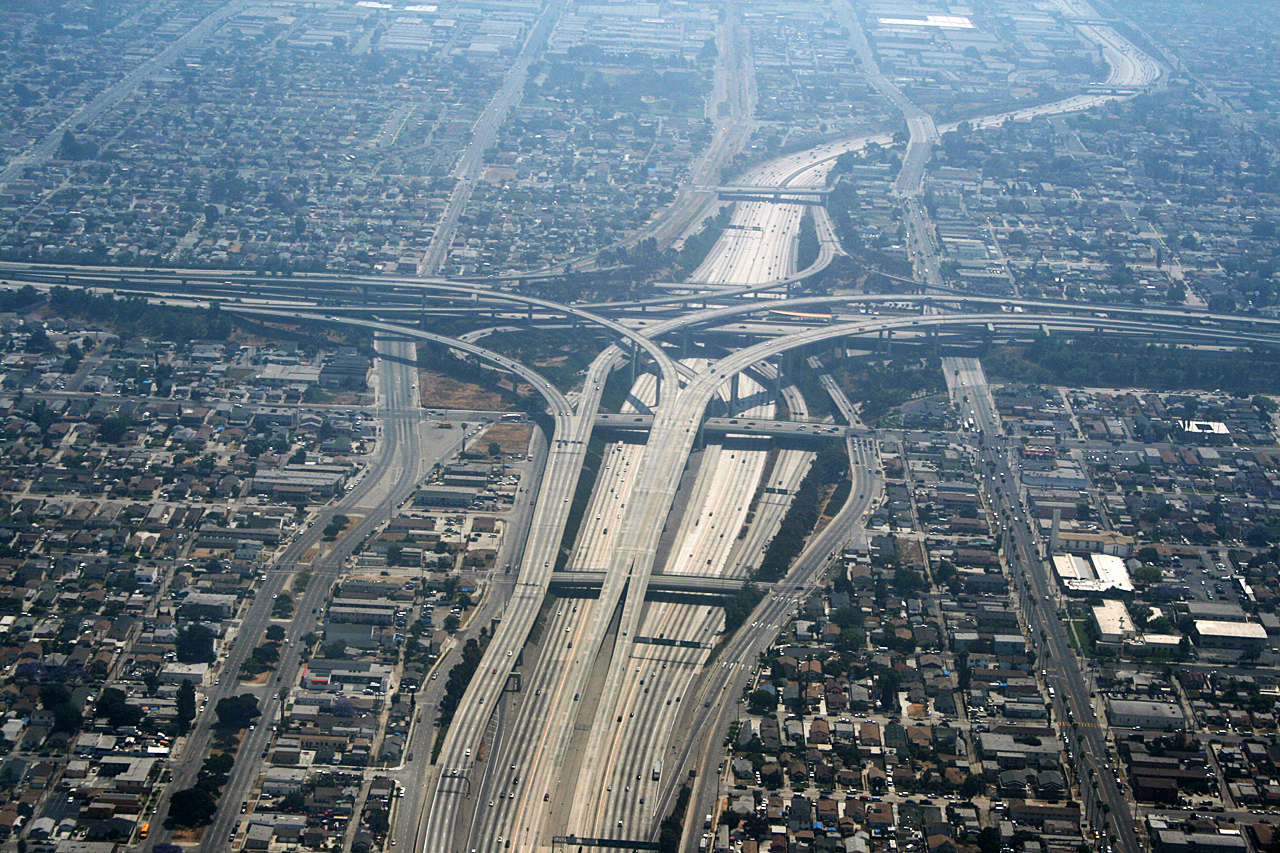
اکثریت کالیفرنیاها در اینترنت وسیع و وسیع از بزرگراه‌های جنوبی کالیفرنیا زندگی می‌کنند، سوار می‌شوند و کار می‌کنند.

این که آیا گسترش شهرها مشکلات مربوط به وابستگی به خودرو را افزایش می‌دهند یا اینکه برعکس، سیاست‌های رشد هوشمندانه می‌توانند آنها را کاهش دهند، در طول چندین دهه به شدت مورد بحث بوده‌است. مطالعه تأثیر‌گذار در سال ۱۹۸۹ توسط پیتر نیومن و جف کنوورتی، ۳۲ شهر را در سراسر آمریکای شمالی، استرالیا، اروپا و آسیا مقایسه کرد. این مطالعه برای روش‌شناسی آن مورد انتقاد قرار گرفته‌است اما یافته‌های اصلی این است که شهرهای چسبیده به هم، به ویژه در آسیا، استفاده از خودروهای پایین‌تر نسبت به شهرهای پرتلاطم، به ویژه در آمریکای شمالی، تا حد زیادی پذیرفته شده‌است، هر چند که این رابطه در افراطی‌ترین قاره‌ها واضح‌تر از آن است که در داخل کشور است که در آن شرایط بیشتر مشابه هستند.

### اصطلاحات مرتبط
- Affluenza
- Boomburb
- Commuter town
- Concentric zone model
- مصرف‌گرایی خودنمایانه
- مصرف‌گرایی
- جنگل‌زدایی
- جمعیت‌شناسی
- Edge city
- Garden real estate
- اعیان‌نشین شدن
- گسستگی زیستگاه
- Induced demand
- Landscape ecology
- Location Efficient Mortgage
- بزرگشهر
- Microdistrict
- طبقه متوسط
- NIMBY
- Overconsumption
- نفت در نقطه اوج
- Planned community
- Prime farmland
- Regional planning
- Rural flight
- ساده‌زیستی
- آمایش سرزمین
- Streetcar suburb
- Suburbanization
- Urban decay
- جمعیت جهان